# Mycalesis formosana
Mycalesis formosana är en fjärilsart som beskrevs av Hans Fruhstorfer 1908. Mycalesis formosana ingår i släktet Mycalesis och familjen praktfjärilar. Inga underarter finns listade i Catalogue of Life.